# Etuéssika
Etuéssika est une localité du sud-est de la Côte d'Ivoire, et appartenant au département d'Adiaké, Région du Sud-Comoé. La localité d'Etuéssika est un chef-lieu de commune.